# 알비사우루스
알비사우루스(학명:Albisaurus albinus)는 악어목 피토사우루스과에 속하는 악어이다. 지금은 멸종된 악어로 몸길이가 4~6m인 거대한 악어에 속한다.

## 특징
알비사우루스는 다른 피토사우루스과의 악어들처럼 부분적으로 확장된 두개골과 뼈를 가진 것이 특징이다. 수중에서의 유영에 적합하도록 발이 물갈퀴의 모습으로 진화했으며 앞다리에 비해 뒷다리가 더 긴 것이 특징이다. 이름이 가진 뜻은 알비스의 도마뱀이란 뜻을 가진다. 분류와 역사적으로 따지면 우선 알비사우루스는 (의미"알비스[강]을 지킨다.")피토사우루스과의 악어에 일종이다. 하지만은 이제 non-dinosaurian archosaur로 분류가 된다고 생각했다. 먼저 안토닌 Fritsch(또한 spelt Frič), 체코 고생물 학자에 의해 1893년에 논술이 있었으나 유해가 희박하다 묘사되었다. 그 종의 유효 기간은 화석을 근거로 대개 nomen dubium로 표시된 증명을 할 수가 있어야 한다. 트라이아스기 후기(약 2억년전~1억 8000만년 전)에 생존했던 종이다. 제네릭 이름 Albisaurus이 라틴 albus(albi-)에서 파생된 강 알비스자로 그것은 로마 시대에 거슬러 올라가 현재 Bílé 라베강과 Elbe강의 체코 슬로바키아명이다.(또는"화이트 엘베 강"), 동쪽 체코 형식의 화석이(Srnojedy 파르두비체에 의해) 발견된 지역에서 지류를 통하여 흐르는 엘베 강 장치 부분으로 꽤 알려졌다. 플러스는 그리스 sauros 의미"도마뱀이다.". Fritsch는 원래 1893년에 이구아노돈 알비누스라는 이름을 발표했다. 그러나 화석을 재평가한 후 그는 화석이 이구아노돈과 구별된다고 결정했다. 1905년에 그는 알비사우루스의 아종이라고 불리는 이 종류의 새로운 이름을 발표했다. 그러나 I. 알비누스는 우선권을 가지고 있으며 따라서 A. scutifer와 동일한 유형의 시료를 기반으로 한 재료의 정확한 명칭이다. 종류는 알비사우루스 알비누스이다. 알비누스(alb-)는 색상에서 크게 "흰색, 밝은색"과 라틴어 접미사 -inus; "기울음"에서 유래한 것으로 로마 제국 통치 기간 동안 알려진 서부 체코 공화국의 현대식 담즙 라베를 암시한다. 또한 양턱에는 날카로운 삼각형 모양의 이빨을 가지고 있으며 이것을 통해 먹이를 사냥하여 포획하고 절단하여 먹이를 씹어 삼키는 용도로 사용했을 것으로 추정이 된다. 먹이로는 당대에 살았던 물고기, 갑각류와 같은 육식성의 먹이와 양치식물과 같은 초식성의 먹이를 모두 섭이했을 잡식성의 악어로 추정되는 종이다.

## 생존시기와 서식지와 화석의 발견
알비사우루스가 생존하던 시기는 중생대의 트라이아스기 후기로 지금으로부터 약 2억년전~1억 8천만년전에 생존했었던 종이다. 생존했던 시기에는 유럽을 중심으로 하는 강과 호수에서 주로 서식했던 악어이다. 화석의 발견은 1905년에 유럽의 트라이아스기에 형성된 지층에서 체코의 고생물학자인 안토닌에 의해 처음으로 화석이 발견되어 새롭게 명명된 종이다.

## 같이 보기
- 악어
- 중생대
- 트라이아스기
- 파충류
- 화석